# Oudeuil
Oudeuil ist eine französische Gemeinde mit 294 Einwohnern (Stand 1. Januar 2022) im Département Oise in der Region Hauts-de-France. Die Gemeinde liegt im Arrondissement Beauvais und ist Teil der Communauté de communes de la Picardie Verte und des Kantons Grandvilliers.

## Geographie
Die landwirtschaftlich geprägte Gemeinde liegt im Tal des Bachs Herperie rund neun Kilometer südsüdwestlich von Crèvecœur-le-Grand und drei Kilometer östlich des Tals des Petit Thérain. Sie wird von der seit dem Ende der 1980er Jahre bis Saint-Omer-en-Chaussée stillgelegten, aber bis Crèvecœur-le-Grand als Industriegleis erhaltenen, sonst abgebauten Bahnstrecke von Amiens nach Beauvais durchzogen. Zu Oudeuil gehören die Ortsteile Grand Oudeuil und Ribeauville sowie das Gehöft Coullemogne.

## Einwohner
| 1962 | 1968 | 1975 | 1982 | 1990 | 1999 | 2006 | 2011 |
| ---- | ---- | ---- | ---- | ---- | ---- | ---- | ---- |
| 117  | 136  | 115  | 117  | 205  | 190  | 234  | 254  |

## Verwaltung
Bürgermeister (maire) ist seit 2008 Philippe Sys.

## Sehenswürdigkeiten
- Pfarrkirche Saint-Martin mit romanischem Chor und Taufe aus der Wende vom 12. zum 13. Jahrhundert[1][2]
- Ruinen des mittelalterlichen Schlosses